# Роднянский, Лазарь Маркович
Лазарь Маркович Роднянский (18 ноября 1915 — 27 июля 1971) — советский авиаконструктор, инженер, лауреат Ленинской премии.

## Биография
Родился в Сураже в семье Марка Борисовича и Эсфири Лазаревны Роднянских; в 1920-е годы семья перебралась в Москву и поселилась в Колокольником переулке на Сретенке. Окончил школу-семилетку и авиационный техникум, затем Московский авиационный институт. Работал в ЦАГИ, в КБ Туполева. В 1940 году 12-местный планер «Орёл» конструкции Н. И. Афанасьева, Б. В. Кучеренко и Л. М. Роднянского получил премию на всесоюзном конкурсе.
Во время Великой Отечественной войны — начальник производства и главный инженер завода № 494 при 16-й воздушной армии в Козловке (Чувашская АССР). Награждён орденом Красной Звезды (1943).
С 1945 года работал в ОКБ Сухого (завод № 134). В 1951—1961 годах — в ОКБ Мясищева, с 1952 года начальник КБ-700 (системы управления, шасси, гидравлика) в ранге заместителя главного конструктора, руководил созданием автоматизированных бустерных систем управления и систем дозаправки. Ушёл после передачи КБ Мясищева В. Н. Челомею.
С 1961 года заместитель генерального конструктора ОКБ Туполева, где организовал подразделение по созданию систем управления и демпферов.
Ленинская премия 1957 года — за создание реактивного стратегического бомбардировщика М-4.

## Семья
- Дядя (брат отца) — сценарист Зиновий Борисович Роднянский.
- Двоюродная сестра — литературовед Ирина Бенционовна Роднянская.